# Китайски пъдпъдък
Китайският пъдпъдък (Coturnix chinensis) е вид птица от семейство Фазанови (Phasianidae).
В традиционната източна медицина в Китай месото, яйцата и кръвта се използват като лечебно средство. В Япония видът е одомашнен. Яйцата му са 3 – 4 пъти по-хранителни от кокошите. Те обаче са много по-дребни и 5 – 6 негови яйца се равняват по обем на 1 кокоше яйце. Добре гледаните женски птици снасят до 360 яйца годишно.